# Laurent Castro
Laurent Castro est un footballeur français, né le 11 décembre 1969 à Lunel. Il évolue au poste d'ailier du début des années 1990 au milieu des années 2000.
Formé au Montpellier HSC, il joue notamment au GFCO Ajaccio et à l'US Créteil.
Après sa carrière professionnelle, il défend les couleurs de l'équipe de France de beach soccer et termine troisième de la Coupe du monde de beach soccer en 2006 ainsi que vice-champion d'Europe en 2007.
Il est le fils du raseteur Patrick Castro.

## Carrière professionnelle
Laurent Castro commence le football au Gallia Club de Lunel et rejoint ensuite le centre de formation du Montpellier HSC.
Il intègre le groupe professionnel en 1989 mais peine à trouver du temps de jeu en D1 bien que fréquemment aligné en coupes.
Il livre son plus beau match sous les couleurs montpelliéraines lors de la campagne 1990-1991 de la Coupe d'Europe des vainqueurs de coupe en 1/8es de finale face au Steaua Bucarest. Appelé à remplacer Kader Ferhaoui à la 42e minute, alors que le score est de 0-0, il inscrit un but lors de la rencontre terminée sur le score de cinq à zéro. Titularisé pour la première fois en première division le match suivant, il ne convainc pas et sera peu utilisé le reste de la saison.
Il est alors prêté au FC Martigues alors en D2 pour la saison 1992-1993 et permet à l'équipe de finir première de son groupe et d'accéder pour la première fois de son histoire à l'élite.
Rappelé à au Montpellier HSC à l'été 1993, il est rapidement prêté à un autre club, cette fois ci le SC Bastia encore en D2 pour la saison 1993-1994. Il permet encore une fois à son équipe de monter en D1 grâce à une belle 3e place acquise en championnat.
Pourtant, avec deux montées consécutives en 1re division il signe en national au Gazélec FCO d'Ajaccio pour la saison 1994-1995 ; auteur de belles prestations il se redirige en D2 au Perpignan FC, mais retourne à Ajaccio la saison suivante.
Toujours en National, il rejoint la région parisienne et l'US Créteil en 1998. Dès sa première saison francilienne il termine 2d du championnat, et permet encore une fois à une de ses équipes d'accéder à l'étage supérieur. Il reste au club la saison suivante en 1999-2000, l'équipe se sauve de justesse et termine 17e, il ne marque que 4 buts en 30 rencontres de championnat et se redirige de nouveau dans un club du national, le Red Star. Cette saison 2000-2001 sera une des plus noire de sa carrière, le club termine dernier du championnat et il ne marque qu'un seul but.
C'est le FC Istres qui le recrute en 2001-2002, il retrouve les terrains de D2 pour seulement quelques mois : très peu aligné en championnat le club se sépare de lui au marché des transferts hivernal, il se dirige de nouveau en national à Olympique d'Alès ou il se réengage pour la saison suivante.
Il termine sa carrière en amateur à l'US Marseille Endoume en 2004.
En 2006, il défend les couleurs de l'équipe de France de beach soccer avec laquelle il termine troisième de la Coupe du monde 2006 et vice-champion d'Europe 2007. Il côtoie les bleus jusqu’en 2008, avant de devenir entraineur adjoint d’Éric Cantona.
Il se reconvertit en créant, en 2003, un centre de football en salle sur la ville de Montpellier puis développe l'enseigne à travers la France

## Palmarès
- Division 2 : 
  - Vice-Champion : 1992-1993 (avec le FC Martigues).
- Coupe du monde de beach soccer :
  - Troisième en 2006.
  - Quatrième en 2007.
- Euro Beach Soccer League : 
  - Vice-Champion en 2007